# عرن مثقوب
حشيشة الحرق، عصبة القلب، هيوفاريفون أو الدازي، الرومي أو العرن المثقوب أو الدّاذي الرومي  أو حشيشة القلب أو عُصْبة القلب أو المُنْسِيَة وتعرف في الغرب باسم نبتة القديس يوحنا المثقبة، ونبتة القديس يوحنا الشائعة، ونبتة القديس يوحنا. هي نبتة مزهرة من جنس العرن، وتعتبر عشبة طبية لها فعالية ضد الاكتئاب، وخواص قوية مضادة للالتهابات بحيث أنها مانع لأنزيم أراكيدونيت 5-ليبوكسيجينيز ومانعة لأنزيم كوكس-1.
تدعم الدراسات استخدام نبتة العرن المثقوب لعلاج الاكتئاب لدى الإنسان. في استعراض ل (29) تجربة سريرية عام 2008 من قبل تعاون كوتشرين، تم التوصل إلى أنها تتفوق على الدواء الوهمي في علاج المرضى الذين يعانون من الاكتئاب الشديد، بحيث أن النبات له نفس فعالية مضادات الاكتئاب وذو أعراض جانبية أقل. وحسب المركز الوطني للصحة التكميلية والتكاملية من المعاهد الوطنية للصحة، بالرغم من أن الدليل ليس حاسما، فإن النبتة قد تساعد في بعض أنواع الاكتئاب، كما أنها قد تقلل من فعالية الأدوية الموصفة، وقد تسبب اضطرابا عقليا ولكنه أثر جانبي نادر. كما نبَه المركز الوطني للصحة التكميلية والتكاملية إلى أن الاستخدام المتزامن لنبتة القديس يوحنا وبعض الأدوية المعينة قد يؤدي إلى حالة خطيرة تهدد بحياة الإنسان ويرتفع فيها مستوى الناقل العصبي سيروتونين «مادة كيميائية في الدماغ التي تستهدفها مضادات الاكتئاب». قد تكون النبتة سامة للخيول والأغنام والماشية إذا تم ابتلاعها بكميات كبيرة.
كانت نبتة هايبيريكم بيرفراتم في الأصل تنمو في أوروبا، ولكنها انتشرت إلى جميع أنحاء العالم كصنف نبات غازي، بما في ذلك المناطق المعتدلة وشبه الاستوائية في تركيا، وأوكرانيا، وروسيا، والشرق الأوسط، والهند، وكندا، والولايات المتحدة، والصين.

## وصف النبتة

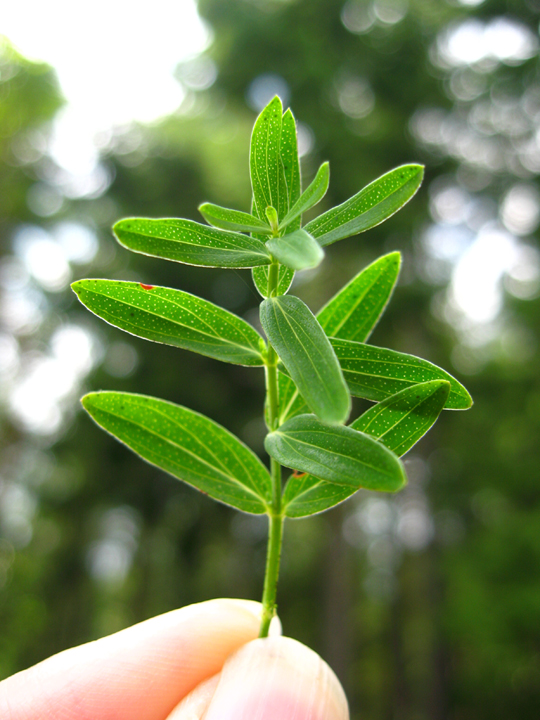
النقاط الشفافة على اوراق النبت

النبتة ذات أزهار صفراء، لها سيقان تنمو بشكل أفقي ينمو منها نباتات جديدة، وهي نبتة معمرة كانت تنمو في أوروبا. وقد ظهرت في العديد من المناطق المعتدلة من العالم وتنمو بريا في كثير من المروج. الاسم الشائع للنبتة يأتي من اليوم التقليدي لإزهارها وحصادها في يوحنا المعمدان وهو يوم 24-6. اسم الجنس هايبيريكم مستمد من الكلمات اليونانية هايبر (وتعني فوق) وايكون (وتعني صورة), إشارةً إلى الاستخدام التقليدي للنبتة في درء الشر، عن طريق تعليقها فوق رمز ديني في المنزل في يوم القديس يوحنا. ويشير اسم الصنف بيرفراتم إلى الغدد الدهنية الصغيرة على الأوراق وهذه الغدد تشبه الشبابيك في شكلها، حيث يمكن ملاحظتهم عند حملها تجاه الضوء.
نبتة القديس يوحنا هي نبتة معمرة ذات جذور زاحفة وتمتد لمساحة واسعة. لديها سيقان مستقيمة، تتشعب في الجزء العلوي، ويمكن أن تنمو إلى ارتفاع 1 متراً. ولديها أوراق مستطيلة ضيقة وبدون ساق، معارضة في اتجاهها لبعضها البعض قد يصل طولها إلى 1-2 ميليمتراً أو أكبر قليلاً. وهم ذو لون أصفر إلى أخضر بالإضافة إلى وجود نقاط شفافة في جميع أنحاء النسيج وأحيانا مع بعض النقاط السوداء على السطح السفلي. الأوراق تحمل نقاط شفافة واضحة عندما تحمل باتجاه الضوء، مما يعطيها مظهر مثقب، والذي استُمد منه الاسم اللاتيني للنبتة.
يصل عرض أزهارها إلى 2.5 سنتيمتراً، ولها خمس بتلات ذات لون أصفر زاهي مع بقع سوداء واضحة. تظهر الزهور في سنمة واسعة في نهايات الأغصان العليا، وبين أواخر الربيع وأوائل إلى منتصف الصيف. سبلات الزهرة منقطة ويوجد نقاط غدية في الأنسجة.هنا كالعديد من الأسدية، التي تتحد في القاعدة إلى ثلاث حزم. حبوب اللقاح ذات شكل بيضاوي. عندما يتم سحق براعم الزهور (وليس الزهور أنفسهم) أو البذرة، ويتم إنتاج سائل محمر / أرجواني.

## علم البيئة
تتكاثر نبتة القديس يوحنا جنسياً ولا جنسياً. وهي تزدهر في المناطق التي يسود فيها نمط هطول الأمطار صيفي أو شتوي، ومع ذلك التوزيع محدد بدرجات الحرارة المنخفضة لإنبات البذور أو لإبقاء الشتلات على قيد الحياة وتعتبر الارتفاعات التي أكبر من 1500 متر، وهطول الأمطار الذي أقل من 500 ملم، ومتوسط درجة حرارة يناير اليومي (في نصف الكرة الجنوبي)الذي يزيد عن 24 درجة مئوية العتبة المحددة، وتبعًا للظروف البيئية والمناخية، وعمر الوردة، فإن نبتة القديس يوحنا ستغير شكل النمو المعتاد لتعزيز بقائها. أمطار الصيف هي فعالة بشكل خاص في السماح للنبتة بأن تنمو لا جنسياً بعد تساقط الأوراق عن طريق الحشرات أو الرعي.
يمكن للبذور أن تستمر لعقود في مخزنها في التربة، وتنبت بعد زوال الاضطرابات.

### الأنواع الغازية
على الرغم من أن هايبريك مبيرفوراتومت زرع تجاريًا في بعض مناطق جنوب شرق أوروبا، وقد تم إدراجها من ضمن الأعشاب الضارة في أكثر من عشرين دولة، وانتشرت إلى أمريكا الجنوبية وأمريكا الشمالية والهند ونيوزيلندا وأستراليا، وجنوب أفريقيا. في المراعي، تعمل نبتة القديس يوحنا على الحد من الحشائش سواء كحشائش سامة وغازية.فإنها تستبدل المجتمعات النباتية المحلية والعلف النباتي إلى حد الهيمنة في جعل الأراضي المنتجة غير منتجة، أو أنها تصبح نوع غازي في الموائل الطبيعية والنظم الإيكولوجية، وابتلاعها من قبل الماشية يمكن أن يسبب حساسية ضوئية، وتثبيط للجهاز العصبي المركزي، وإجهاض عفوي، وقد يؤدي إلى الموت.
مبيدات الأعشاب الفعالة للسيطرة على هايبيريكم تشمل: 2,4- داي كلوروفينوكسي حمض الاسيتك، بيكلورام، جلايفوسيت.و في غرب أمريكا الشمالية يوجد ثلاثة خنافس تم إدراجها من ضمن عوامل المكافحة الحيوية وهي: كريسوليناكوادريجيمينا، وكريسوليناهايبيريسي، واجريلسهايبيريسي.

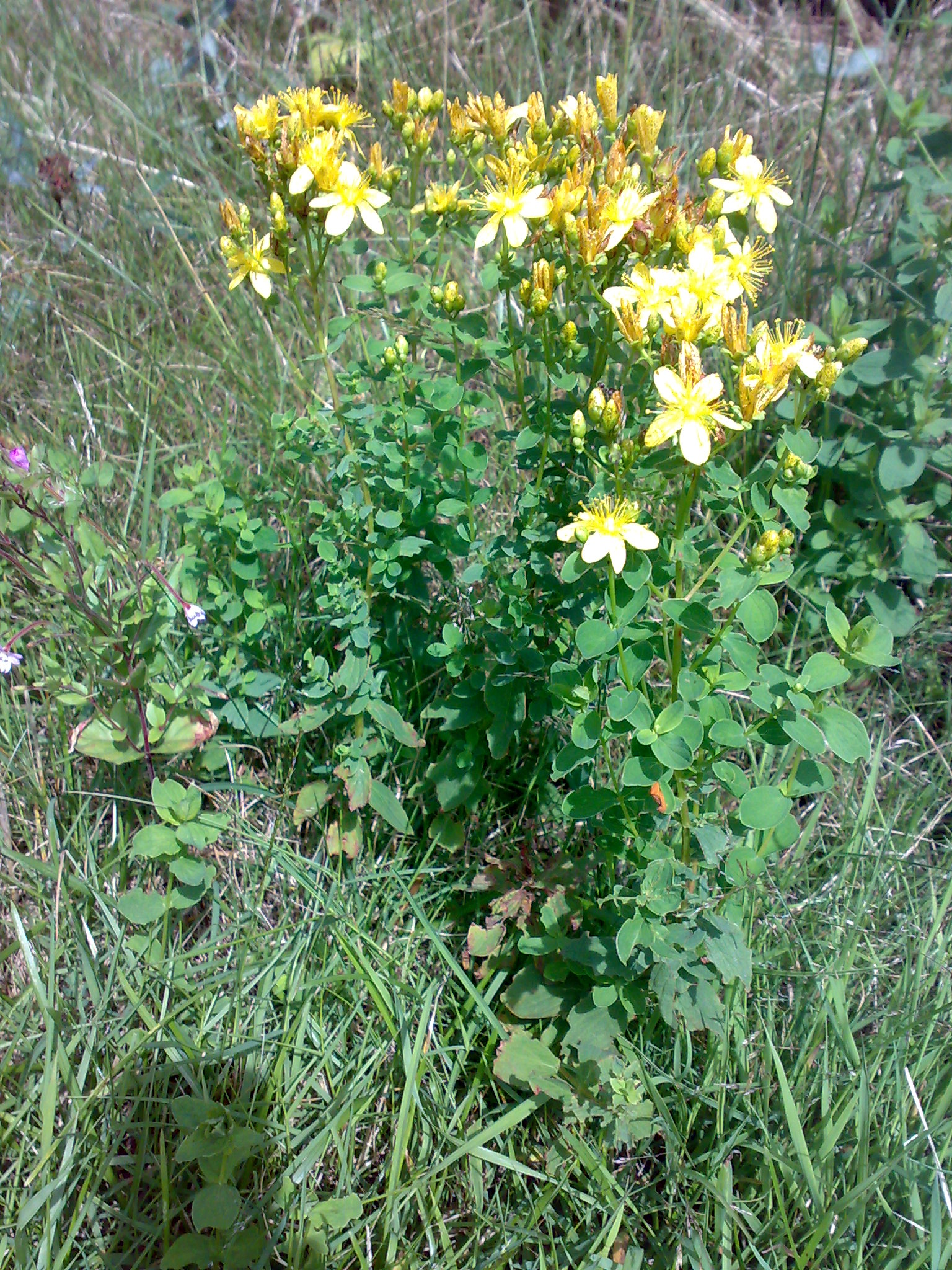
النبتة كاملة
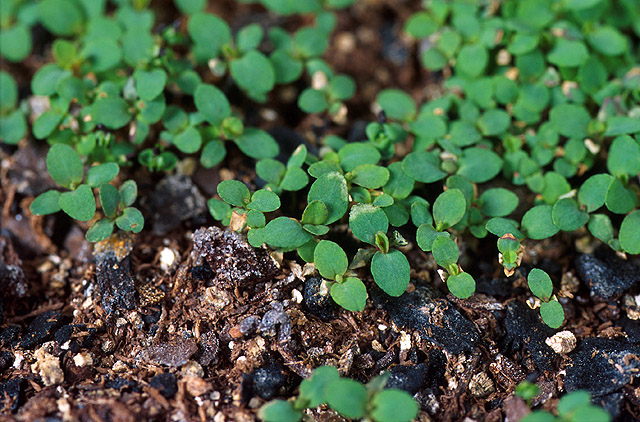
البذور
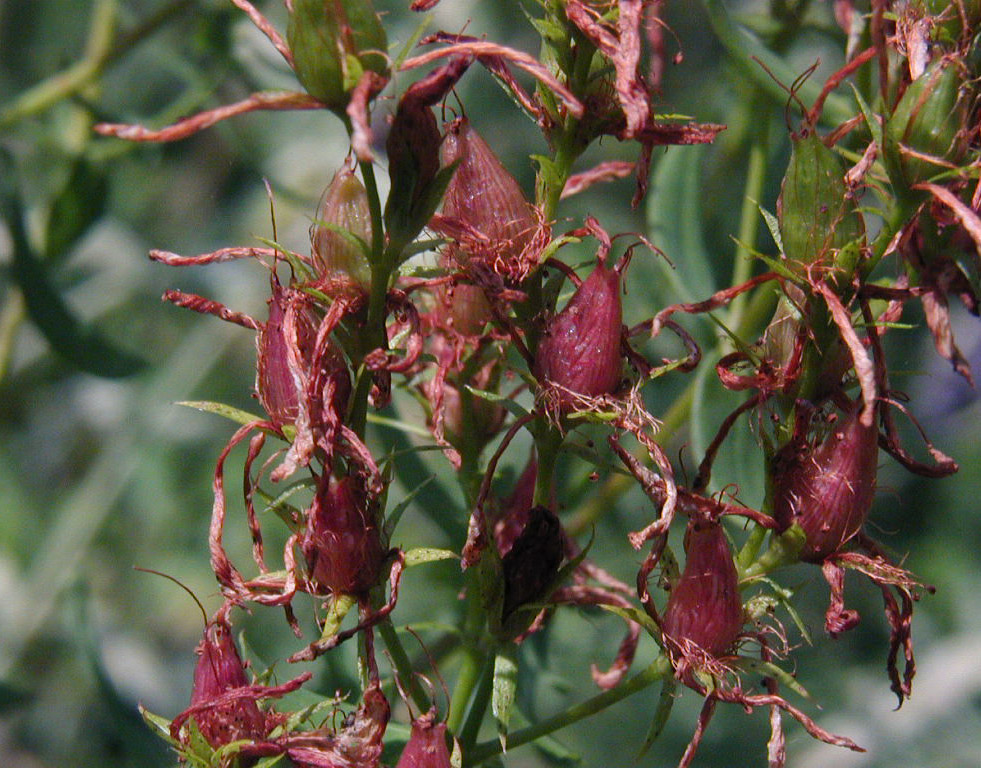
الفاكهة
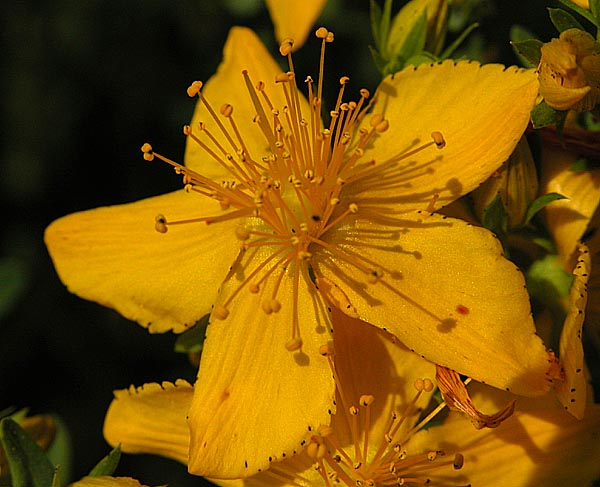
الزهرة

## الاستخدامات الطبية

### الإضطراب الاكتئابي الشديد
تعرف نبتة القديس يوحنا على نطاق واسع بأنها عشبة لعلاج الإكتئاب. في ألمانيا، توصف بعض الأحيان لحالات الاكتئاب المعتدلة، وخاصة للأطفال والمراهقين.وتم اقتراح اّلية لعمل النبتة وهي أنها تمنع امتصاص بعض النواقل العصبية إلى الخلايا العصبية.
قام تعاون كوتشرين بإجراء تحليل تسعة وعشرين تجربة سريريه مع أكثر من خمسة آلاف مريض. وتم التوصل إلى أن خلاصة النبتة تتفوق على الدواء الوهمي في علاج المرضى الذين يعانون من الاكتئاب الشديد. نبتة القديس يوحنا لديها فعالية مشابهة لمضادات الاكتئاب القياسية. التجارب التي أجريت في البلدان التي تتحدث الألمانية عرضت نتائج إيجابية لنبتة القديس يوحنا. أما معدل المرضى التي تنسحب بسبب الأعراض الجانبية كان نصف معدل اللذين ينسحبون من مانعات امتصاص السيريتونين الانتقائية (أدوية مضادة للاكتئاب) وربع معدل الذين ينسحبون من مضادات الاكتئاب ثلاثية الحلقات. التقرير (7)من استعراض كوتشرين ينص على أن:
وتشير الأدلة المتاحة إلى أن مستخلصات العشبة التي تم اختبارها في التجارب المشمولة: أ-أنها تتفوق على الدواء الوهمي في علاج المرضى الذين يعانون من الاكتئاب الشديد؛ ب-لديها فعالية مشابهة لمضادات الاكتئاب القياسية؛ ج-لديها عوارض جانبية أقل من مضادات الاكتئاب القياسية. ارتباط البلد المنشأ مع دقة حجم الآثار يعقد التفسير.

### إستعمالات طبية أخرى
في بعض الدراسات التي أجريت على تأثير النبات على الأعراض الجسمية، وجد أنها لها تأثير خفيف أو بدون تأثيرو ما زالت النتائج غير نهائية.
فمادة الهيبرفورين hyperforin, والتي تعتبر من المكونات الرئيسية للنبتة، تفيد في علاج مدمني الكحول (الكحولية)، بالرغم من أن الجرعة والأمان والفعالية لم تحددبشكل نهائي، إلا أن مادة الهيبرفورين لها تأثير مضاد للبكتيريا للجراثيم سلبية الغرام، مشتقات الهيبريسين والتي تشكل 0,3 % من محتويات النبتة والتي استخدمت في الدراسة، تتحول إلى 0.13 % هايبرسين و 0.14 هايبرفورين، والتي استخدمت في التأثيرات العلاجية للمصابين بفرط الحكية السلوكية Attention-deficit hyperactivity disorder Attention-Deficit Hyperactivity Disorder (ADHD) and Hyperkinetic Disorder، واختلفت النتائج التي لم يتم اعتماد نتائجها حتى الآن.
قام فريق بحثي من جامعة كومبلوتنسي في مدريد (UCM) نفذت دراسة بعنوان Hypericum perforatum. لتجد فائدة علاجية ضد مرض الشلل الرعاشي لباركينسون، مما يوحي بأن هذه النباتات ذات الخصائص المضادة للاكتئاب وتحوي نسباً مهمة من المكونات النشطة المضادة للأكسدة التي يمكن أن تساعد في الحد من تدهور الخلايا العصبية التي يسببها المرض

### الأعراض الجانبية
نبتة القديس يوحنا بالعادة جيدة التحمل بالنسبة للأعراض الجانبية اللذين يشابهون أعراضها بالدواء الوهمي. الأعراض الجانبية الشائعة تشمل أعراض الجهاز الهضمي (الغثيان، آلام في البطن، وفقدان الشهية، والإسهال)، والدوران، الارتباك، والتعب، والتخدير، وجفاف الفم، والأرق، والصداع. الأعضاء المرتبطة بالآثار السلبية للنبتة والدواء فلوأوكسيتين (مانع امتصاص اليسيروتونين الانتقائي) مماثلة في الإصابة، بحيث أن معظمها تشمل الجهاز العصبي المركزي. تقوم النبتة بتقليل مستويات هرمون الإستروجين في الجسم، كهرمون استراديول، من خلال تسريع الاستقلاب للهرمون، لذلك يجب أن لا تستخدمها النساء اللواتي يستعملن الأدوية المانعة للحمل بحيث أن النبتة تعمل على زيادة الإنزيمات في الكبد (إنزيمات)
CYP3A4
نبتة القديس يوحنا نادراً ما تسبب حساسية من الضوء، وهذا قد أن يؤدي إلى الحساسية البصرية للضوء وحروق الشمس في الحالات التي لا تسبب عادة لهم.
نبتة القديس يوحنا مرتبطة بتفاقم الذهان عند الأشخاص الذين يعانون من مرض الفصام.

### التفاعلات
لا ينصح باستخدام نبتة القديس يوحنا في حالات الاضطراب ذو الإتجاهين . فهناك قلق من أن الأشخاص الذين يعانون من اكتئاب ذو الإتجاهين ويستعملون النبتة بأنهم في خطر كبير واحتمالية إصابتهم بالهوس عالية .
نبتة القديس يوحنا لديها تفاعلات مع بعض الأدوية كمضادات الاكتئاب المانعة لامتصاص السيروتونين الانتقائية، الوارفرين، وموانع الحمل. استخدام النبتة وموانع امتصاص السيروتونين الانتقائية قد يؤدي إلى ازدياد مستويات السيروتونين الذي يسبب متلازمة السيروتونين. الجمع بين النبتة وموانع الحمل التي تحتوي على الإستروجين قد يؤدي إلى تقليل فعالية مانع الحمل مما قد يؤدي في النهاية إلى الحمل غير المخطط له. هذه ليست سوى عدد قليل من تفاعلات النبتة مع الأدوية. تعمل النبتة أيضاً على تقليل فعالية أدوية فيروس نقص المناعة في الإنسان (أدوية الإيدز)، وأدوية الكوليسترول، وأيضاً أدوية زراعة الأعضاء. يجب الإشارة إلى أن أدوية مضادات الاكتئاب المانع لامتصاص السيروتونين الانتقائية لديها نفس هذه التفاعلات مع الأدوية.

### تفاعلات حرائك الأدوية
قد تبين أن نبتة القديس يوحنا تسبب تفاعلات أدوية من خلال زيادة إنزيمات الكبد سيتوكروم ب450؛ إنزيمات سيتوكروم ب3أ4 وسيتوكروم ب2سي9 وسيتوكروم ب1أ2(فقط في الإناث). زيادة هذه الإنزيمات يعمل على زيادة استقلاب بعض الأدوية، مما يؤدي إلى انخفاض تركيز الأدوية هذه في البلازما وأثر سريري محتمل. المكونات الرئيسية التي يعتقد أنها مسؤولة هي هايبرفورين وأمنتوفلافون.
وقد تبين أيضاً أن النبتة قد تؤدي إلى تفاعلات أدوية من خلال حث الناقل ب-البروتين السكري الذي يرجع الدواء إلى الأمعاء بعد امتصاصه. زيادة هذا الناقل يؤدي إلى تقليل امتصاص الدواء وإلى زيادة تخليص الدواء من الجسم. مما يؤدي إلى انخفاض تركيز الأدوية هذه في البلازما وأثر سريري محتمل.
| الفئة                             | الدواء                                                                                            |
| --------------------------------- | ------------------------------------------------------------------------------------------------- |
| مضادات الفيروسات القهقرية         | مثبطات إنزيم النسخ العكسي الغير نيوكليوسايد، مثبطات الأنزيم البروتيني                             |
| أدوية البنزوديازيبين              | البرازولام،ميدازولام                                                                              |
| موانع الحمل الهرمونية             | وسائل منع الحمل الفموية المركبة                                                                   |
| مثبطات المناعة                    | مثبطات الكالسينيورين، سايكلوسبورين، تاكروليمس                                                     |
| أدوية عدم انتظام ضربات القلب      | أميودارون، فليساينايد، ميكسيليتين                                                                 |
| مانعات مستقبلات بيتا              | ميتوبرولول، كارفيديلول                                                                            |
| مانعات مستقبلات الكالسيوم         | فيراباميل، ديلتيازم، أملوديبين                                                                    |
| ستاتينز (أدوية تخفيض الكوليسترول) | لوفاستاتين، سيمفاستاتين، أتورفاستاتين                                                             |
| أخرى                              | ديجوكسين، ميثادون، أوميبرازول، فينوباربيتال، ثيوفيلين، وارفرين، ليفودوبا، ببرينورفين، ايرينوتيكان |
| المرجع: Rossi, 2005; Micromedex   |                                                                                                   |

#### تفاعلات الديناميكا الدوائية
إذا تم الجمع بين النبتة والأدوية التي قد ترفع مستويات السيروتونين في الجهاز العصبي المركزي، فإن النبتة قد تساهم في إحداث متلازمة السيروتونين، وهو عرض جانبي قد يهدد حياة الإنسان.
| الفئة                        | الدواء |
| ---------------------------- | --- |
| مضادات الاكتئاب              | مانعات إنزيم مونو أمينو أوكسيديز، مضادات الاكتئاب ثلاثية الحلقات، مانعات امتصاص السيروتونين الانتقائية، مانعات امتصاص السيروتونينوالنورابينيفرين، ميرتازابين |
| الأدوية أفيونية المفعول      | ترامادول، بيثيدين (ميبيريدين)، ليفورفانول |
| منبهات الجهاز العصبي المركزي | فينترمين، داي ايثل بروب ايون، الأمفيتامينات، سيبوترامين، كوكايين                                                                                             |
| ناهضات مستقبل سيروتونين 1    | التريبتانات |
| الأدوية المخدرة              | ميثيليني داي أوكسي ميثأمفيتامين، حمض الليسيرجك داي ايثيلأمايد، داي ميثيل تريبتامين، 3,4-ميثيلينيدايأوكسيأمفيتامين، 6-أمينو بروبيلبينزوفيوران                 |
| أخرى                         | سيليجيلين، تريبتوفان، بوسبايرون، ليثيوم، لينيزوليد، 5-هيدروكسي تريبتوفان، ديكستروميثورفان                                                                    |
| المرجع:                      | |

## آلية العمل
بالتشابه مع الأعشاب الأخرى، نبتة القديس يوحنا تحتوي على مجموعة كاملة من المكونات الكيميائية المختلفة التي قد تكون وثيقة الصلة بآثارها العلاجية. هايبرفورينوأدهايبرفورين مكونات فلوروغلوسينولية في نبتة القديس يوحنا، وهي ناهضة مستقبلات القنوات الموجبة سريعة الزوال المحتملة، وبناء على ذلك يقومون بتحفيز منع امتصاص المونوأمينز الغير تنافسي- (على وجه التحديد دوبامين، نورايبينيفرين، سيروتونين)– جابا وجلوتاميت عندما يقومون بتفعيل قناة الأيونات هذه. يقوم الهايبرفورين أيضاً في جسم الإنسان بمنع الإنزيم المركب لبروساجلاندين 1، وإنزيم اراكيدونيت-5-لابوكسيجينيز، وناقل الأيون السالب العضوي الذائب 1ب1 الذي يحفز ناقل الأيون السالب العضوي المتعدد التحديد القنيوي. هايبرفورين أيضاً مركب مضاد للالتهاب بخواص مضادة للعائية، ومضادة حيوية، ومغذية عصبية. وللهايبرفورين أيضاً أثر مناهض لمستقبلات ن-ميثل د-اسبارتيت (نوع من مستقبلات الناقل العصبي جلوتاميت). وقد تبين أيضاً أن نبتة القديس يوحنا تقوم بتثبيط مستقبلات بيتا 1 الأدرينالية وتحفيز مستقبلات السيروتونين 1أ و 2أ البعد مشبكية. من المركبات الأخرى التي قد يكون لها دور في التأثير المضاد للاكتئاب الخاص بنبتة القديس يوحنا: بروسيانيدينز البلازميدة قليلة القسيمات، فلافونويدز (كويرسيتين)، هايبيريسين، سودوهايبيريسين.

## الماشية

### تسمم الماشية
إن نبتة القديس يوحنا تكون سامة لحيوانات الرعي (الأبقار والأغنام والماعز والخيول). ومن العلامات السلوكية للتسمم التململ وتهيج الجلد. وكثيراً ما يشار إلى التململ بخدش الأرض، وهز الرأس، وفرك الرأس، وأحياناً ضعف في إحدى الأطراف الخلفية مع الإذعان، واللهث، والارتباك، والاكتئاب.أما الهوس وفرط النشاط قد يحصلان أيضاً، بما في ذلك الركض في دوائر مفرغة حتى استنفاد الطاقة.
لاحظ مربوا الماشية الأستراليين غزو النبتة السميك ويتضمن مظهر بقع دائرية، ويفترض من هذه الظاهرة أن التلال لها مظهر دائرة محاصيل. تسعى الحيوانات عادة للظل ولها شهية منخفضة. وقد لوحظ فرط الحساسية للماء، ويمكن أن تحدث تشنجات عقب ضربة في الرأس. وعلى الرغم من ملاحظة النفور العام من الماء إلا أن بعضهم يلجأ إلى الماء للراحة.
يكون هناك تهيج شديد للجلد واضح جسدياً، مع احمرار المناطق غير المصبوغة وغير المحمية. وهذا يؤدي بالتالي إلى الحكة والفرك الذي يتبعه التهاب ، ونضح ، ويتشكل الجرب . يقال أن الآفات والالتهابات التي تحدث تشبه الحالات التي ترى في أمراض القدم والفم. وقد لوحظ أن الأغنام يكون لديها وجه متورم، والتهاب في الجلد، وتساقط الصوف بسبب الفرك. الحيوانات المرضعة قد يتوقف أو ينخفض إنتاجها للحليب ، والحيوانات الحامل قد تجهض. الآفات على الضروع غالبا ما تكون واضحة. قد تظهر الخيول علامات فقدان الشهية ، والاكتئاب (مع حالة غيبوبة)، اتساع حدقة العين
، وملتحمة محقونة.

#### التشخيص
عادة يلاحظ زيادة في التنفس ومعدل ضربات القلب في حين أن زيادة درجة حرارة الجسم تعد واحدة من العلامات المبكرة للتسمم من نبتة القديس يوحنا. وأما الحيوانات المصابة سوف تفقد الوزن، أو تفشل في زيادة الوزن. والحيوانات الصغيرة تكون أكثر تأثرا من الحيوانات الكبيرة. في الحالات الشديدة قد يموت الحيوان ، كنتيجة مباشرة من الجوع ، أو بسبب مرض ثانوي أو تسمم الدم من الآفات، بعض الحيوانات المصابة قد تغرق بطريق الخطأ. وقد تم ملاحظة ضعف في أداء الحمل أو الرضيعة (المصطبغة وغير المصطبغة)، والسبب هو تناقص إنتاج الحليب، أو بنقل السموم عن طريق الحليب.

#### التحسس للضوء
معظم الاشارات السريرية في الحيوانات سببها التحسس الضوئي وقد تسبب النباتات تحسس للضوء إما أولي أو ثانوي:
- تحسس للضوء أولي مباشر بسبب الكيميائيات الموجودة في النبتة التي تم التهامها .
- تحسس للضوء ثانوي بسبب الضرر الذي تحدثه النبتة للكبد .

قاما أرايا وفورد (1981) باستكشاف التغيرات في وظائف الكبد وتوصلا إلى أنه لا يوجد دليل على أن النبتة لها تأثير على القدرة الإفرازية للكبد، وأن أي تدخل فيها قد كان قليل ومؤقت. بينما الدليل على تلف الكبد في بلازما الدم تم إيجاده على جرعات عالية ومعدل طويل من الجرعات.
تحسس الضوء يسبب التهاب الجلد عن طريق آلية تتضمن صبغة أو مركب ضوئي، والذي يتم تفعيله من خلال طول ضوئي معين والذي يؤدي إلى تفاعلات أكسدة في جسم الإنسان. وهذا يؤدي إلى جرح في النسيج ، وهو ملاحظ بشكل خاص حول مناطق الجلد المعرضة للضوء ، والمناطق الأكثر بروزًا هي المناطق التي تكون مغطاة أو مصبوغة قليلاً، وإبعاد الحيوانات المصابة عن أشعة الشمس يقلل من أعراض التسمم.

## الكيمياء

### وجود المواد في سوائل الجسم
يمكن حساب كمية الهايبيريسينوالسودوهايبيريسينوالهايبرفورين في البلازما للتأكد من الاستخدام ولتقدير الجرعة التي تم أخذها، وتحتاج هذه المواد الفعالة الثلاث حتى يصل تركيزها في البلازما إلى نصف التركيز الأولي إلى وقت يمتد من 15-60 ساعة في الإنسان، ولكن لم يتم إيجاد أي من هذه المواد الثلاثة في عينات البول.

### المكونات الكيميائية
تحتوي النبتة على المكونات التالية:

البنية الكيميائية للهايبسين

- فلافونويدز (مثال: ايبيجالوكاتيتشين، روتين، هايبيروسايد، ايزوكويرسيتين، كويرسيترين، كويرسيتين، امينتوفلافون، بيابيجينين، استيلبين، مايريسيتين، ميكويليانين، كامبفيرول، لوتيولين)
- أحماض الفينول (مثال: حمض الكلوروجينيك، حمض الكافييك، حمض البارا كوماريك، حمض الفريولك، حمض البارا هيدروكسي بنزويك، حمض الفانيليك)
- النافثودايأندرونز (مثال: هايبيريسين، سودوهايبيريسين، بروتوهايبيريسين، بروتوسودوهايبيريسين)
- فلوروغلوسينولز (مثال: هايبرفورين، أدهايبرفورين)
- تانينز (غير محدد، تم التقرير عن البروانثوسيانيدينز)
- الزيوت الطيارة (مثال: 2-ميثيل اوكتان، نونان، 2-ميثيل ديكان، انديكان، الفا-باينين، بيتا-باينين، الفا-تربينيول، جيرانيول، ميرسين، لايمونين، كاري أوفيلين، هيوميلين)
- الأحماض الدهنية المشبعة (مثال: حمض الأيزوفاليريك (حمض 3-ميثيل بيوتانويك)، حمض الميريستيك، حمض البالميتيك، حمضالستياريك)
- الكانولز (مثال: 1-تيتراكوسانول، 1-هيكساكوسانول)
- الفيتامينات ونظائرها (مثال: الكاروتينويدز، كولين، نيكوتين أميد، حمض النيكوتين)
- مكونات أخرى متنوعة (مثال: بيكتين، بيتا-سيتوستيرول، هيكساديكان، تراي أكونتان، كييلسورين، نور اثايريول)

يعدا هايبيريسينوالسودوهايبيريسينالذان يدرجان من ضمن النفثوداياندرونز، والهايبرفورين الذي يدرج من ضمن الفلوروغلوسينولز من المكونات الفعالة العديدة للنبتة.
وتحتوي النبتة أيضاً على الزيوت الطيارة التي تتكون بشكل أساسي من السيسكويتيربينز.

## البحث
يجري حالياً دراسة فعالية نبتة القديس يوحنا في علاج بعض الاضطرابات الجسدية. نتائج الدراسات الأولية مختلطة ولا تزال غير حاسمة؛ بحيث أن بعض الدراسات أظهرت عدم وجود فعالية، وبعض الدراسات الأخرى أظهرت تحسن خفيف في الأعراض. فهناك حاجة إلى المزيد من الدراسات والتي يتم تنفيذها حالياً.
المكون الكيميائي الرئيسي هايبرفورين قد يكون مفيد في علاج إدمان الكحول، مع أن سلامة وفعالية الجرعات لم يتم دراستها بعد. كما أظهر الهايبرفورين أيضاً خواص ضد الجراثيم وضد بكتيريا جرام الموجبة، مع أن سلامة وفعالية الجرعات لم يتم دراستها بعد. وقد استخدم الطب العشبي أيضًا مستخلصات محبة للدهون من نبتة القديس يوحنا كعلاج موضعي للجروح والخدوش، والحروق، وآلام العضلات. الآثار الإيجابية التي تم ملاحظتها تعزى بشكل عام إلى هايبرفورين، وذلك بسبب آثاره ضد الجراثيم وضد الالتهاب المحتمل. ولهذا السبب إن هايبرفورين قد يكون مفيداً في علاج أمراض الجروح المصابة والجلد الملتهب. تم إجراء دراسة لتقييم احتمالية تهيج الجلد من النبتة، بحيث تم وضع هايبرفورين في زيوت حمام جديدة، وكانت النتيجة أن الجلد جيد التحمل لنبتة القديس يوحنا.
أظهر الهايبيريسينوالسودوهايبيريسين نشاط ضد الجراثيم وضد الفيروسات، ويعتقد بأن هذه الجزيئات ترتبط بشكل غير محدد بالأغشية الخلوية والفيروسية مما يؤدي إلى أكسدة ضوئية للممرضات وقتلهم.